# 馬會 (嘉靖進士)
馬會（1531年—？年），字元明，四川保寧府南部縣人，民籍，十一月初三日生，行五，治《易經》，明朝政治人。

## 生平
由縣學生中式四川鄉試第四十四名舉人，年三十二歲中式嘉靖四十一年（1562年）壬戌科會試第一百六十七名，第三甲第二十七名進士。授長洲縣知縣。此後調任岐山縣。在任期間多善政。

## 家族
曾祖馬自旺；祖馬庸；父馬孟舍，縣丞；嫡母李氏；生母諶氏。慈侍下。兄馬時（歲貢生）；馬中元（都司都事）；曉；曙；曜；晉（訓導）；㫤；馬旦（貢士），弟馬昺（貢士）。